# Orkneyinga saga
De Orkneyinga saga (De geschiedenis van de graven van de Orkney-eilanden) is een historisch-mythisch verhaal over de Orkney-eilanden, bij Schotland, vanaf hun verovering door de Noorse koning in de 9e eeuw tot rond 1200.
De Noordse saga werd geschreven rond 1200 (drie eeuwen na de gebeurtenissen die ze beschrijft) door een onbekende IJslandse schrijver. Ze bevat, net als veel IJslandse literatuur uit die periode, zowel fictieve als historische elementen. Ze wordt gezien als een samenstelling van verschillende bronnen: mondelinge legenden met historisch correcte bronnen. De saga begint met de halfmythologische verovering van de eilanden door de Noorse koning voordat het verhaal verdergaat met meer historische feiten. De eerste drie hoofdstukken bevatten tekst die de veronderstelde oorsprong bevatten voor de Noorse en Zweedse maand torsmånad (januari/februari), vernoemd naar de Zweedse koning Thorri, en de maand göjemånad (februari/maart), vernoemd naar zijn dochter Gói.
In de saga worden enkele personages beschreven die zowel historisch als legendarisch zijn: Sigurd de Jerusalemganger, Haakon II Herdebrei (Breedschouder), Sigurd II Haraldsson, Sint-Magnus en Rognvald Kali Kolsson. Al deze personen zijn nog altijd een onderdeel van de folklore van de Orkney-eilanden. Er zijn ook talloze voorbeelden van fictionele elementen, zoals de ravenvlag van graaf Sigurd, het vergiftigde hemd van graaf Harald en elementen uit de Hrolf Ganger saga